# Liste der Kreisstraßen im Kreis Recklinghausen
Die Liste der Kreisstraßen im Kreis Recklinghausen ist eine Auflistung der Kreisstraßen im Kreis Recklinghausen, Nordrhein-Westfalen.

## Abkürzungen
- K: Kreisstraße
- L: Landesstraße

## Liste
Die Kreisstraßen behalten die ihnen zugewiesene Nummer innerhalb von Nordrhein-Westfalen auch bei einem Wechsel in einen anderen Kreis oder in eine kreisfreie Stadt. Nicht vorhandene bzw. nicht nachgewiesene Kreisstraßen werden in Kursivdruck gekennzeichnet, ebenso Straßen und Straßenabschnitte, die unabhängig vom Grund (Herabstufung zu einer Gemeindestraße oder Höherstufung) keine Kreisstraßen mehr sind. 
Der Straßenverlauf wird in der Regel von Nord nach Süd und von West nach Ost angegeben.
| Nr.  | Verlauf |
| ---- | --- |
| K 1  | K 12 in Oberlippe (Waltrop) – Kreisgrenze – (K 1 im Kreis Unna) |
| K 2  | K 12 in Pelkum – Kreisgrenze – (K 2 im Kreis Unna) – Kreisgrenze – (K 2 im Kreis Coesfeld) |
| K 3  | (K 3 in Bottrop) – Kreisgrenze – Zweckel – K 38 – Kreisgrenze – (K 3 in Gelsenkirchen) |
| K 4  | L 618 in Gladbeck – L 511 in Ellinghorst |
| K 5  | K 42 – Holtwick – K 44 in Haltern am See |
| K 6  | in Barkenberg – Kasenhorst – L 509 – – Brassert – K 8 – L 798 |
| K 7  | (K 7 im Kreis Borken) – Kreisgrenze – Höfe – K 13 in Rhade |
| K 8  | in Marl – K 10 – K 6 in Brassert |
| K 9  | L 609 in Ahsen – Kreisgrenze – (K 26 im Kreis Coesfeld) |
| K 10 | K 32 – K 8 – L 798 in Marl |
| K 11 | (K 11 in Bottrop) – L 511 in Ellinghorst |
| K 12 | L 609 in Datteln – Pelkum bei Datteln – K 2 – Unterlippe – L 809 – Oberlippe – K 1 – L 511 in Elmenhorst                                                                                         |
| K 13 | (K 13 im Kreis Borken) – Kreisgrenze – Rhade – K 7 – Endeln – – Brink – K 48 in Lembeck |
| K 14 | in Datteln – L 511 – L 654 |
| K 15 | L 889 in Suderwich – Horneburg – L 511 – in Meckinghoven |
| K 16 | K 31 in Sythen – L 652 – gesperrte Straße – Kreisgrenze – gesperrte Straße – (K 16 im Kreis Coesfeld)                                                                                            |
| K 17 | L 889 – Rapen – K 19 – K 43 – L 511 in Oer-Erkenschwick |
| K 18 | in Scherlebeck – K 35 – K 46 in Scherlebeck |
| K 19 | L 524 in Recklinghausen – K 20 – L 511 – L 798 – Oer-Erkenschwick – L 889 – K 17 in Rapen |
| K 20 | L 524 in Recklinghausen – K 19 in Recklinghausen |
| K 21 | L 638 in Herten – L 639 und L 551 in Recklinghausen-Süd – König Ludwig – K 23 – L 889 – Röllinghausen – L 628 in Suderwich                                                                       |
| K 22 | in Lippramsdorf-Freiheit – L 509 – Sickingmühle – Hüls-Nord – – L 798 – Drewer – Hüls-Süd – – Scherlebeck – L 511 – Hochlar – L 622 – Recklinghausen – Stuckenbusch – Hochlarmark – K 29 – L 639 |
| K 23 | L 628 in Berghausen – K 21 in König Ludwig |
| K 24 | (K 24 im Kreis Wesel) – Kreisgrenze – L 463 in Hardt |
| K 25 | (K 25 in Herne) – Kreisgrenze – K 49 – Bladenhorst – K 28 in Rauxel |
| K 26 | L 652 – Westrup – Antrup – Kreisgrenze – (K 26 im Kreis Coesfeld) |
| K 27 | L 654 in Schwerin – Kreisgrenze – (K 27 in Dortmund) |
| K 28 | L 628 in Henrichenburg – Habinghorst – L 645 – Rauxel – L 657 in Castrop |
| K 29 | L 639 in Hochlarmark – K 22 – – Recklinghausen-Süd – L 551 |
| K 30 | L 889 in Bockum bei Ahsen – Redde – L 609 in Datteln |
| K 31 | L 551 in Lehmbraken – L 652 – Sythen – K 16 – L 551 in Haltern am See |
| K 32 | L 509 – Hervest – K 10 – |
| K 33 | (K 33 in Bottrop) – Kreisgrenze – K 38 – Kreisgrenze – (K 33 in Gelsenkirchen) |
| K 34 | Waltrop – L 511 – Brockenscheidt – Kreisgrenze – (K 34 im Kreis Unna) |
| K 35 | L 630 in Westerholt – Langenbochum – L 638 – K 36 – K 18 in Scherlebeck |
| K 36 | L 798 in Polsum – Bertlich – L 502 – L 638 – K 35 in Scherlebeck |
| K 37 | L 511 in Gladbeck – Butendorf – L 615 in Brauck |
| K 38 | K 33 – Zweckel – K 3 – L 511 in Gladbeck |
| K 39 | L 511 in Gladbeck – L 615 in Gladbeck |
| K 40 | L 654 in Merklinde – L 663 in Frohlinde |
| K 41 | L 608 in Wulfen – in Dorsten |
| K 42 | L 652 – K 5 – Eppendorf – |
| K 43 | L 798 in Oer-Erkenschwick – K 17 – L 610 |
| K 44 | (K 44 im Kreis Coesfeld) – Kreisgrenze – Lavesum – L 652 – Haltern am See – K 5 – |
| K 45 | (K 45 in Herne) – Kreisgrenze – Behringhausen – K 49 – Castrop – L 739 |
| K 46 | L 511 in Herten – K 22 – Recklinghausen – L 524 |
| K 47 | K 22 in Sickingmühle – Puppendahl – Hamm – L 551 in Bossendorf |
| K 48 | L 608 – Wessendorf – K 55 – Lembeck – K 13 – L 608 |
| K 49 | L 645 in Pöppinghausen – Bladenhorst – K 25 – – K 45 in Behringhausen |
| K 55 | (K 55 im Kreis Borken) – Kreisgrenze – K 48 – Lembeck – K 13 – – Lippramsdorf – L 509 – Mersch bei Lippramsdorf – Oelde bei Marl                                                                 |

## Quelle
- Landesvermessungsamt Nordrhein-Westfalen, Kreiskarte Nr. 53: Kreis Recklinghausen